# 제2차 윈체스터 전투
2차 윈체스터 전투(Second Battle of Winchester)는 1863년 6월 13일부터 6월 15일까지 버지니아주 프레데릭 카운티와 윈체스터에서 일어난 전투로, 미국 남북전쟁의 게티즈버그 전역의 일부이다. 남군 리처드 S. 이월 중장이 펜실베이니아를 향해 셰넌도어 계곡을 따라 기동하면서 로버트 H. 밀로이 소장이 지휘하는 북군 수비대를 격파하고 수많은 북군 포로를 잡으면서 윈체스터를 점령했다.

## 전투 배경 및 양측의 전력
6월 9일의 브랜디역 전투 후 남군 로버트 리는 북군의 방해로부터 블루리지산맥을 방패삼아 펜실베이니아 침공을 용이하게 할 목적으로 이월에게 19,000명의 북버지니아군 2군단을 이끌고 북군이 점령하고 있는 셰넌도어 계곡의 저지대를 정리하라는 명령을 내렸다.
이월의 2군단은 다음과 같이 편성되었다:
- 주벌 A. 얼리 소장 사단 - 해리 T. 헤이스 준장 여단, 윌리엄 스미스 준장 여단, 존 B. 고든 준장 여단과 아이작 A. 애버리 준장 여단
- 로버트 E. 로즈 소장 사단 - 주니어스 다니엘 준장 여단, 조지 P. 덜리스 준장 여단, 알프레드 아이버슨 주니어 준장 여단, 스테픈 돗슨 램소르 준장 여단, 에드워드 A. 오닐 대령 여단
- 에드워드 존슨 소장 사단 - 조지 H. 스튜어트 준장 여단, 제임스 A. 워커 준장 여단(스톤월 여단), 존 M. 존스 준장 여단 및 제시 M. 윌리엄스 대령 여단(니콜 여단)
- 앨버트 G. 젠킨스 대령 기병여단

얼리와 존슨의 2개 사단은 윈체스터 방향으로 벨리 파이크와 프론트 로얄 로드 북쪽으로 기동했다.
윈체스터는 마을 서쪽 능선에 참호선으로 연결된 세 개의 요새로 견고하게 요새화되어 있었다. 각 요새는 밀로이 요새(지휘관 이름을 딴 주 방어 요새), 스타 요새와 웨스트 요새로 명명되었다. 밀로이 소장 부대는 워싱턴 L. 엘리어트 준장, 앤드류 T. 맥레이놀즈, 윌리엄 G. 엘리 준장이 지휘하는 3개 보병여단 6,900명으로 편성되어 있었고, 마을 북서쪽에 조지프 W. 카이퍼 대령이 지휘하는 2개의 소규모 관측소를 두고 있었다.

## 전투 전 상황
6월 13일, 프론트 로얄 파이크에 존슨 사단은 북군 전초부대를 쫓아냈으나, 그의 진격은 밀로이 요새에 배치된 중포의 포격으로 지연되었다. 존슨은 일단 후퇴하여 얼리 사단을 기다렸다. 밸리 파이크에서 얼리는 컨스타운 외곽에 오후 늦게 도착하여, 북군 저격수들을 후퇴시키고, 소규모 전투를 몇 번 치른 후 북군을 에이브람스 하천 북쪽으로 철수시켰다. 밀로이는 3개 요새에 배치된 휘하 병력 모두를 마을 방어에 집중시켰다. 베리빌레에서 로즈 사단과 젠킨스 기병여단이 맥레이놀즈 여단을 포위하려고 시도했으나, 경보를 받은 멕레이놀즈는 잽싸게 윈체스터로 철수했지만, 남군은 벙커힐 근방에서 북군 보급 마차 일부를 노획하고, 포로 75명을 붙잡았다. 이 작전은 북군 고위 지휘부에 경종을 울렸고, 밀로이는 윈체스터를 떠나 하퍼스 페리로 철수하라는 명령을 받았다. 밀로이는 요새의 견고함이 적의 돌격이나 포위전을 견뎌낼 수 있을 것이라고 확신했기 때문에 철수 명령을 무시하기로 결심했다. 그렇지만 이월은 밀로이가 실수했다고 생각했고, 로즈 사단에게 베리빌을 거쳐 마틴스버그로 진격하여 밀로이의 예상 철수로를 차단하라고 지시했다.

## 주 전투
6월 14일 새벽, 고든 여단이 바우워 언덕을 큰 저항없이 점령했다. 존슨은 매우 수월한 적군에 대해 우익으로 전선을 확장했다. 얼리와 이월은 바우워 언덕에서 공격 계획을 협의했고, 측면을 공격하기로 결정했다. 고든 여단과 2개 포대는 바우워 언덕 왼쪽에 있었고, 얼리는 다른 3개 여단을 이끌고 체더 크리크 그레이드(Cedar Creek Grade)로 물러난 후, 북군 요새에서 보이지 않는 서쪽 애플 파이 능선 아래쪽으로 이동했다. 그러고 나서 다시 북쪽으로 클로베르달레 농장 너머 호두나무 숲(Walnut Grove)로 향했다. 얼리 부대는 대포 20문을 보유했다. 얼리가 이동하는 동안, 존슨은 북군이 점령하고 있는 우익으로 전초선을 전진시켰다. 바워 언덕의 남군 포병대가 포문을 열었고, 밀로이 요새의 북군 포병대와 대포병전을 벌였다. 오후 중순, 얼리 부대가 애플파이 능선에 웨스트 요새와 마주보는 위치에 자리를 잡았다. 대포 8문이 요새 북동쪽 브릴리 농장에 방열되었고, 나머지 12문은 요새 남서쪽 과수원에 방열했다. 이때 벌판은 조용했으며, 북군은 남군이 윈체스터에서 물러갔다고 믿었다.
오후 6시 경, 얼리군의 포병이 포트 요새를 향해 포격을 시작했다. 20문의 대포는 45분 동안 포격했고, 그 사이에 헤이스는 그의 루이지애나 여단을 애플 파이 능선의 기지에서 옥수수 밭과 밀밭을 통해 은밀히 진격시켰다. 명령에 따라 여단은 탁 트인 벌판에서 300야드를 전진했고, 북군의 방어 보루를 급습했다. 짧은 백병전 후, 북군 수비대는 보루를 포기하고 밀로이 요새로 후퇴했다. 헤이스는 스미스와 애버리 여단의 지원을 받아 공격했다. 얼리는 서부 요새 능선에서 전열을 정비했으나, 어둠때문에 더 이상 소득을 얻지는 못했다. 2개 포대는 어두워진 후에도 계속 포격했다. 전투 후에 이월은 헤이스 여단을 기려 서부 요새 능선을 "루이지애나 정신"이라고 명명했다.
이월은 밀로이가 밤 사이에 후퇴할 것이라고 생각하여, 존슨으로 하여금 찰스타운 도로를 차단하여 밀로이의 탈출을 막으라고 지시했다. 저녁 9시, 존슨은 스튜어트 및 윌리엄스 여단과 8문의 대포로 구성된 부대를 지휘하여 베리빌 파이크에서 북쪽, 조단 스프링스 도로 서쪽으로 이동하여 스테펜슨 보급정비창을 향해 북쪽으로 방향을 돌렸다. 한밤중에 스톤월 여단은 후방으로 돌려졌고, 마을 동쪽 베리빌 파이크 근처에는 존스 여단이 남게 되었다.
그런데, 저녁 9시, 북군의 밀로이와 부하 장교들은 작전 회의를 열고, 구 찰스타운 도로를 통해 하퍼스 페리로 가는 "남군의 길목을 차단할 것"을 결정했다. 한밤이 지나자마자 곧바로 북군 병사들은 아침까지 그들이 이동한 사실을 얼리의 남군이 알아채지 못하도록 신속하게 보루를 떠났다. 부대 행렬은 스타 요새와 밀로이 요새 사이 낮은 지대에 집결했고, 거기서 스테펜슨 보급정비창 바로 남쪽 찰스타운 교차로를 향해 철도와 밸리 파이크를 따라 이동하기 시작했다.
6월 15일 새벽즈음에, 존슨의 정찰대가 벨리 파이크와 구 찰스타운 도로 교차점에서 밀로이의 후퇴 행렬 선두와 충돌했다. 밀로이는 산봉우리 우측으로 부대를 정렬시켰고, 전투 준비를 했다. 북군이 찰스타운 철교에 대포 2문을 설치하고, 철도를 따라 보병이 진격해오자 존슨은 밀번 도로를 따라 휘하 연대를 배치하고, 포병대는 밀번 도로 동쪽 고지대에 배치하여 북군의 공격을 저지했다. 날이 밝아옴에 따라 북군의 절망적인 상태이며, 다리와 철도 제방을 향한 공격은 전혀 협조가 안되고 있는 것이 확인되었다.
남군은 꾸준히 증강되었고, 매번 북군의 공격을 격퇴했다. 니콜 여단이 마지막 북군의 공격을 물리쳤고, 스톤월 여단은 도로 북쪽에서 전투에 가담하여 밸리 파이크 차단을 위해 진격했다. 이것이 마지막 강타였다. 북군 연대 병력이 백기를 들고 항복했다.

## 전투 후
남군의 피해는 모두 269명이었다. 전사 47명, 부상 219명, 실종 3명이다. 북군은 전사 95명, 부상 348명, 실종 및 포로가 3,801명이었다. 이외에 이월은 대포 23문, 군마 300마리 및 보급품으로 가득한 마차 300대 이상을 노획했다 밀로이와 그의 참모진, 기병 및 기타 소 부대들은 하퍼스 페리로 탈출했다.
남군 포병 장교 로버트 스틸리스 소령은 "이 전투는...... 북버지니아군이 지금까지 치른 전투 중 가장 완벽한 작품의 하나였다."("This battle of Winchester ... was one of the most perfect pieces of work the Army of Northern Virginia ever did.")고 썼다. 2차 윈체스터 전투 승리로 계곡 내 북군 병력은 하나도 남지 않았으며, 리의 2차 북부 침공이 그 문을 열게 되었다. 노획된 엄청난 양의 보급품은 리의 보급 계획을 정당화해주었다.
북군의 패배는 북부를 충격에 빠뜨렸고, 전쟁성 장관 에드윈 M. 스탠튼은 추가로 민병을 연방정부 통제하에 둘 것을 요구했다.

## 참고 문헌
다음은 영어판에서 사용한 참고 문헌이다.
- Eicher, David J., The Longest Night: A Military History of the Civil War, Simon & Schuster, 2001, ISBN 0-684-84944-5.
- Kennedy, Frances H., Ed., The Civil War Battlefield Guide, 2nd ed., Houghton Mifflin Co., 1998, ISBN 0-395-74012-6.
- National Park Service battle description and battlefield preservation 보관됨 2006-10-09 - 웨이백 머신